# 阿莱桑科
阿莱桑科，是西班牙拉里奥哈自治区的一个市镇。总面积17平方公里，总人口481人（2001年），人口密度28人/平方公里。